# Mörttjärnen (Piteå socken, Norrbotten, 727503-173622)
Mörttjärnen är en sjö i Piteå kommun i Norrbotten och ingår i Lillpiteälvens huvudavrinningsområde.